# 荷爾斯泰因 (內布拉斯加州)
荷爾斯泰因（英語：Holstein）是位於美國內布拉斯加州亞當斯縣的村。

## 人口
根據2020年美國人口普查的數據，荷爾斯泰因的面積為0.66平方千米，皆為陸地。當地共有人口188人，而人口密度為每平方千米285人。